# Musanga leo-errerae
Musanga leo-errerae är en nässelväxtart som beskrevs av Lucien Leon Hauman och J. Leonard. Musanga leo-errerae ingår i släktet Musanga och familjen nässelväxter. Inga underarter finns listade i Catalogue of Life.